# Ігнатенко Володимир Володимирович
Володимир Володимирович Ігнатенко — колишній народний депутат України.

## З життєпису
Народився 20 січня 1937 (м. Одеса) в сім'ї службовця; українець; одружений; має двох дітей та онуків.
Освіта: Кіровоградський інститут сільськогосподарського машинобудування (1966), інженер-механік.
Народний депутат України 12(1)-го скликання з березня 1990 (2-й тур) до квітня 1994, Гайворонський виборчій округ № 231, Кіровоградська область, член Комісії мандатної і з питань депутатської етики (з червня 1990), член Комісії з питань оборони і державної безпеки. Група «Аграрники».
- 1954–1955 — учень Кіровоградського ТУ № 1.
- З 1955 — слюсар-інструментальник заводу «Червона зірка», м. Кіровоград.
- 1959–1964 — майстер, механік з ремонту обладнання Кіровоградського міського промислового комбінату.
- 1964–1966 — агроном-механізатор Кіровоградського бурякоцукротресту.
- 1966–1971 — головний інженер-механік Малопомічнянського бурякорадгоспу «Більшовик».
- З 1971 — директор Шарівського бурякорадгоспу.
- З 1975 — директор Перегонівського цукрокомбінату.
- З лютого 1998 — голова правління агрофірми «Ятрань».

Ордени Трудового Червоного Прапора, «Знак Пошани».
Володіє англійською мовою.
Захоплення: спорт.

## Джерело
- Довідник «Хто є хто в Україні», видавництво «К. І.С.»